# فرنسوا فورنير
فرنسوا فورنير (بالفرنسية: François Fournier)‏ هو مصمم طوابع البريد فرنسي وسويسري، ولد في 24 أبريل 1846 في Bardonnex ‏ في سويسرا، وتوفي في 12 يوليو 1917 في جنيف في سويسرا.